# 扎格斯台庙
扎格斯台庙，位于内蒙古自治区锡林郭勒盟正蓝旗，是一座藏传佛教格鲁派寺院。

## 简介
扎格斯台庙是原来察哈尔盟的知名寺庙之一。1947年1月，以及1948年6月起，中国共产党察哈尔盟工作委员会和察哈尔盟人民政府先后驻在扎格斯台庙。
根据2010年左右的调查，扎格斯台庙的主殿平面呈长方形，无都纲法式，无耳房。